# Doniecka Wyższa Szkoła Rezerw Olimpijskich im. Serhija Bubki
Doniecka Wyższa Szkoła Rezerw Olimpijskich im. Serhija Bubki (ukr. Донецьке вище училище олімпійського резерву імені С. Бубки, ДВУОР) – ukraińska sportowa szkoła wyższa w Doniecku. Uczelnia została założona 18 sierpnia 1989 roku jako Doniecka Szkoła Rezerw Olimpijskich (ukr. Донецьке училище олімпійського резерву, ДУОР) na bazie Donieckiego Technikum Kultury Fizycznej. W 1995 roku Szkoła otrzymała imię Serhija Bubki - znanego skoczka lekkoatletycznego, rekordzisty świata. Po ukończeniu III roku studiów student otrzymuje tytuł młodszego specjalisty (licencjata).
Najbardziej znaną absolwentką uczelni jest Lilia Podkopajewa - gimnastyczka, olimpijska mistrzyni w Atlancie 1996.

## Struktura
Oddziały (ukr. - відділи):
- boks,
- gimnastyka sportowa,
- judo,
- kolarstwo,
- koszykówka,
- lekkoatletyka,
- pięciobój nowoczesny,
- pływanie,
- pływanie synchroniczne,
- podnoszenie ciężarów,
- piłka nożna,
- piłka ręczna,
- piłka siatkowa,
- skoki do wody,
- triathlon,
- zapasy (styl klasyczny i wolny).